# Boogaloo
De boogaloo is een muziek- en dansstijl die in de jaren 60 van de twintigste eeuw populair was. Boogaloo wordt ook wel Latin Soul genoemd en is een mengeling van soul en latinomuziek. Het genre werd later overschaduwd door de salsa.
Joe Cuba wordt gezien als de grondlegger van de boogaloo.
Andere uitvoerenden zijn/waren Willie Colón, Ricardo Ray, Ray Barretto en Joe Bataan. Laatstgenoemde bracht in 2018 een single uit met Spanglish Fly, een van de bands die het genre levend houdt.